# سوزان پونسی
سوزان پونسی (انگلیسی: Susan Pevensie) یک شخصیت خیالی در رمان سرگذشت نارنیا نوشتهٔ سی.اس. لوئیس است. او بزرگترین دختر در میان فرزندان و دومین بچه در خانوادهٔ پونسی می‌باشد. او در سه کتاب از هفت کتاب حضور دارد. به عنوان یک کودک در شیر، جادوگر و جالباسی و به عنوان یک بزرگسال در رمان اسب و آدمش همچنین در دو رمان سفر کشتی سپیده نما و آخرین نبرد یاد شده است. در زمان سلطنت خود در پایتخت نارنیا کایرپاراول، او را ملکه سوزان نجیب یا ملکه سوزان صاحب شاخ جادویی میشناختند. او تنها پونسی بود که از تصادف قطار جان سالم به در برد زیرا او اصلا در قطار و ایستگاه نبود.
نقش سوزان را در سه فیلم شیر، جادوگر و جالباسی محصول ۲۰۰۵؛ پرنس کاسپین محصول ۲۰۰۸؛ سفر کشتی سپیده پیما محصول ۲۰۱۱؛ آنا پاپپلول بازی کرده‌است. در انتهای فیلم اول سوفی وینکلمن نقش سوزان بزرگسال را بازی میکند.

## زندگی‌نامه

### شخصیت
سوزان دومین بچه و اولین دختر خانوادهٔ پونسی است. در طول داستان سوزان نماد عقل سلیم و احتیاد است اما گاهی او برای راحتی خودش بیش از حد نگران است. سوزان ملکهٔ نارنیاست ولی پس از آخرین سفرش به نارنیا اعتقادش را به آنجا از دست می‌دهد و همین سبب می‌شود که هیچ وقت مثل خواهر و برادرانش دوباره به نارنیا بازنگردد.
سوزان در سال ۱۹۲۸ به دنیا آمد و در شیر، جادوگر و جالباسی ۱۴ سال داشت. او در آخرین نبرد ۲۱ سال داشت.

### شیر، جادوگر و جالباسی
خواهر و برادرهای سوزان؛ پیتر، لوسی و ادموند در ابتدا به نارنیا اعتقاد نداشتند، اما بعداً همهٔ آنها راه ورود به نارنیا را پیدا کردند.

## اقتباس
- در سه‌گانه سرگذشت نارنیا محصول والدن مدیا، در شیر، جادوگر و جالباسی نقش کودکی سوزان را بازیگر انگلیسی، آنا پاپپلول و دوران بزرگسالی را سوفی وینکلمن بازی کرد اما در پرنس کاسپین و سفر کشتی سپیده پیما؛ آنا پاپپلول به تنهایی نقش سوزان را بر عهده داشت.